# 英雄寶典
〈英雄寶典〉（英語：The Enchiridion!）是《探險活寶》第一季的第5集。在卡通頻道2010年4月19日播出。
該集以阿寶和老皮為主角，阿寶和老皮尋找傳說中的魔法書，證明他們值得作正義的英雄。經過一系列的考驗和磨煉之後，阿寶獲得傳說中的書。

## 劇情
阿寶救出從塔上掉落的泡泡糖公主後，她告訴他可值得一看的英雄寶典。這本書只能是“正直的英雄”才能得到。泡泡糖又說是位於火焰山（Cragdor）頂。
經過看門人的考驗後，當阿寶和老皮遇到小精靈，阿寶就不相信自己。當老皮安慰他，他被一個巨大食人魔吃掉。阿寶以為他朋友死了，就從食人魔身邊偷巨大鈔票並挨揍他的肚子。食人魔就吐出老皮，然後兩人飛行直到此測驗結束。跟老皮答應，阿寶要把鈔票送回食人魔。
一進入火焰山的最頂層的建築，有一個惡毒的人帶阿寶到自己的“大腦世界”，第一次告訴他殺死一個邪惡的心臟怪獸，然後殺死一個非邪惡的螞蟻。阿寶殺死了邪惡的生物，但拒絕殺中立的生物。然後阿寶面對英雄寶典的掌門牛頭人（Mannish Man），把這本給他。阿寶第一個行動就是閱讀親吻公主的一章節。

## 幕後製作

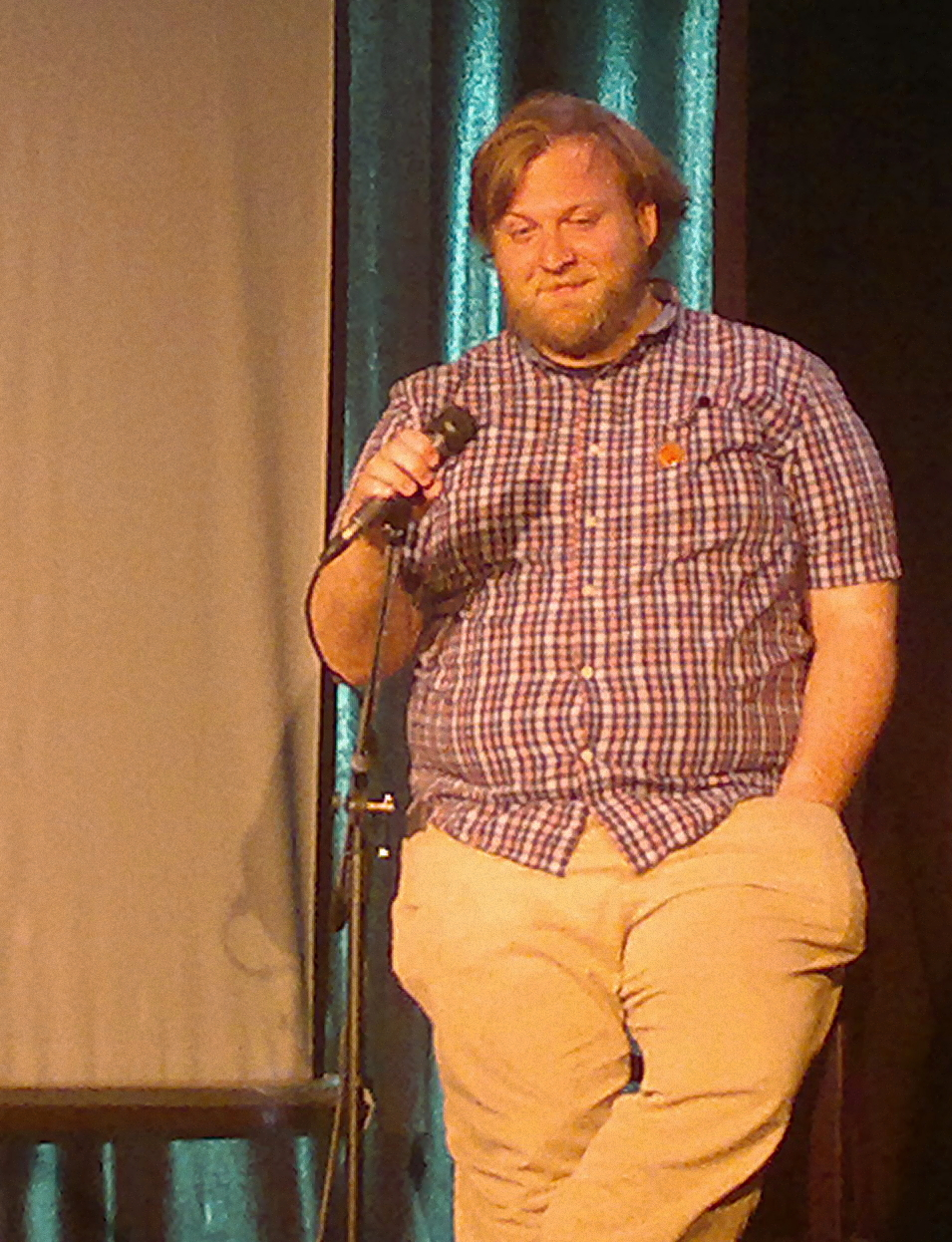
本集由潘得頓·沃德、派屈克·麥克海爾及亞當·穆托擔任分鏡

〈英雄寶典〉是由卡通頻道製作的動畫系列第一集。弗雷德瑞特工作室原本把《探險活寶》動畫系列Nicktoons Network，但只有兩次。之後投向卡通頻道。此公司說如果沃德表示可以發展成動畫系列，他們願意製作，同時也維持試播集的要素。沃德與派屈克·麥克海爾和亞當·穆托的幫助，製作粗略的分鏡，顯示在吃義大利麵晚飯的約會的阿寶和“被忽略”的泡泡糖公主。然而公司對這分鏡不太滿意，並要求改做。然後沃德創作最早的〈英雄寶典〉分鏡，仿照試播集的風格。卡通頻道在2008年9月批准第一季，〈英雄寶典〉才成為製作完成的第一集。
由於動畫系列的第一集，片長是原來試播集的兩倍。有泡泡糖公主告訴阿寶關於英雄寶典的場景，其中原來的分鏡有較長的一段裡泡泡糖詳細描述哇賽秘境和英雄的歷史。卻因為不太必要所以被切掉了。第一個分鏡顯示阿寶面臨十二項考驗，包括與巨大蝙蝠結為朋友，與地精巫師打交道以及與骷髏人展開戰鬥。因為冗長，所以都被切掉，而改為阿寶偷走了巨人的美元鈔票。原來分鏡有一個場景，“小腫瘤生物在樹結上紅天鵝絨窗簾打開時後跳舞”。 紅色的窗簾是一個故意向大卫·林奇最有名的電視劇《雙峰》中出現的紅色房間致敬。然而最終被切掉了。原本怪怪鵝在這一集出場，給阿寶和老皮果汁。但一直未登場，但後來又出現在第二季〈神奇盔甲〉，才成常見配角。
亨利·羅林斯配演餅乾人，當中他憤怒地對阿寶喊他撞到了。在早期的動畫系列，羅林斯配演牛頭人; 後來在第二季〈彩爸與彩媽〉配演彩爸（Bob Rainicorn）。小約翰·莫斯塔配演看門人。沃德後來敘述莫斯塔在此集對話沒有像沃德想的快。牛頭人基於賈斯汀·亨特（Justin Hunt）的角色，最初是為多用戶地牢遊戲。最初此角色是沃德和麥克海爾在加州藝術學院的短片。但沒有完成，後來粗略版本在第一季《探險活寶》的DVD發布。惡毒人的“大腦世界”是在執行製作人德里克·卓瑪提議此片可以增長之後才做的。心臟獸的靈感是源於沃德在墨西哥看到幾張聖心肖像。

## 反響
〈英雄寶典〉於2010年4月19日在卡通頻道首播。此集有20.96萬觀眾觀看，尼爾森收視率為1.4/2，表示所有家庭在看電視時的比例為1.4%和2%。此集首次在2012年《惡夜魔境》的DVD發行，其中包括前三季的16集。後來在2012年7月完整版第一季DVD發行。
在“古代精神串聯戰爭”播客中，作者列夫·格羅斯曼和作家扎克·史密斯（Zack Smith）回顧了這一集，稱為“評語既好既迷人的正面評價”。格羅斯曼稱是很好的一集，還指出有动画物理学，但後來動畫系列就沒有; 他特別強調肉桂麵包後空翻並破壞一座塔的場景。最終史密斯聲稱有對《龙与地下城》基本神話致敬。
然而，並不是所有的評論都表示敬意。DVD Talk的泰勒·福斯特評論《惡夜魔境》DVD，聲稱此集“粗略”，並指出此集“有鎖定傳統故事架構的感覺”，他思考後面劇集沒有的架構。